# Porcheresse (Daverdisse)
Pour les articles homonymes, voir Porcheresse.
Porcheresse (en wallon Poitchrece-e-l'-Årdene) est une section de la commune belge de Daverdisse située en Wallonie dans la province de Luxembourg.
C'était une commune à part entière avant la fusion des communes de 1977.
Ses habitants sont surnommés les "gadots" (chevreaux en wallon).
Ce village est surtout connu et reconnu pour son musée du sabot en bois. Sa pompe à eau du XIXe siècle est une des fiertés locales. Mue par les eaux de l'Almache, elle remontait de l'eau potable de plus de 48 mètres pour approvisionner le village et fonctionna de 1870 à 1952.

## Démographie
- Source: INS recensements population

## Histoire[2]
La première mention connue du village date de 746. À cette époque, les porcheries de la villa mérovingienne de Graide étaient établies sur le territoire actuel de la localité. Elle en tire son nom et son origine.
Porcheresse vécut ensuite de l'extraction de minerais de fer et de la fabrication de charbon de bois destiné à l'artisanat sidérurgique.
Du XVIe au XVIIIe siècle, le territoire de la localité était coupé en deux : la partie Ouest, avec le lieu-dit Laloux appartenait au duché de Bouillon, tandis que la partie Est faisait partie du duché de Luxembourg, à l'intérieur du Saint Empire romain de la Nation germanique. Au cours de cette période, le duché de Bouillon fut revendiqué à la fois par la Principauté de Liège et par la France, passant de l'une à l'autre à plusieurs reprises. Dès lors, lorsque le duché était français, une frontière passait au milieu du village. Laloux ne fut réuni à Porcheresse qu'à la période de la révolution française.
Au début du XIXe siècle, commença la fabrication de sabots, sans doute initiée par des déserteurs des armées napoléoniennes. En 1910, à l'apogée de cette activité, 70 % des hommes du village étaient sabotiers.
À l'exception de quelques maisons, Porcheresse fut presque totalement brûlée par l'armée allemande (atrocités allemandes) le 22 août 1914, lors de la Bataille des Ardennes, au début de la Première Guerre mondiale. Une des maisons sauvées le fut par un soldat allemand. Celui-ci inscrivit sur la porte l'ordre ne pas la brûler après qu'il eut remarqué la présence à l'intérieur d'une personne âgée n'ayant pu fuir.
Au cours de l’été 1944, un camp de la Mission Marathon a été établi secrètement à proximité de Porcheresse, Daverdisse. La Mission Marathon, dirigée en Belgique par Albert Ancia, visait à mettre des aviateurs alliés à l’abri dans des camps, plutôt que de les évacuer par les filières d’évasion classiques. Abattus en territoires occupés, ils allaient rester dans ces camps jusqu’à la Libération. Six camps ont ainsi été établis en Ardenne, dont un non loin de Porcheresse, dans une cabane de chasseurs, au milieu des bois entre le village et Daverdisse. Le camp était dirigé par Emile Roiseux, qui avait tout d’abord servi de guide pour le réseau d’évasion Comète. Plus de trente aviateurs ont ainsi été cachés dans le camp, avant d’être transférés vers d’autres camps, tels ceux de Villance ou de Bohan, où ils sont restés jusqu’à l’arrivée des troupes américaines. Plusieurs habitants de la région ont contribué à la sécurité et au ravitaillement du camp.

## Patrimoine et culture

### Patrimoine architectural

#### Maisons du Comité
Il reste dix-neuf "maisons du Comité" : maisonnettes construites en 1915, par le Comité de Secours et d'Alimentation du Luxembourg (CSAL), pour abriter provisoirement les habitants après l'incendie. Il y en avait 31 à l'origine.
La reconstruction du début des années 1920 a entrainé une grande uniformité et une spécificité du style architectural (ex : encadrements de fenêtres et de portes en briques et non en pierre de taille comme c'est le cas dans la région). À noter aussi la couleur rose des joints de la maçonnerie : à l'époque de la reconstruction, on utilisait un mortier à base de chaux et de terres locales riches en oxyde de fer.

## Galerie

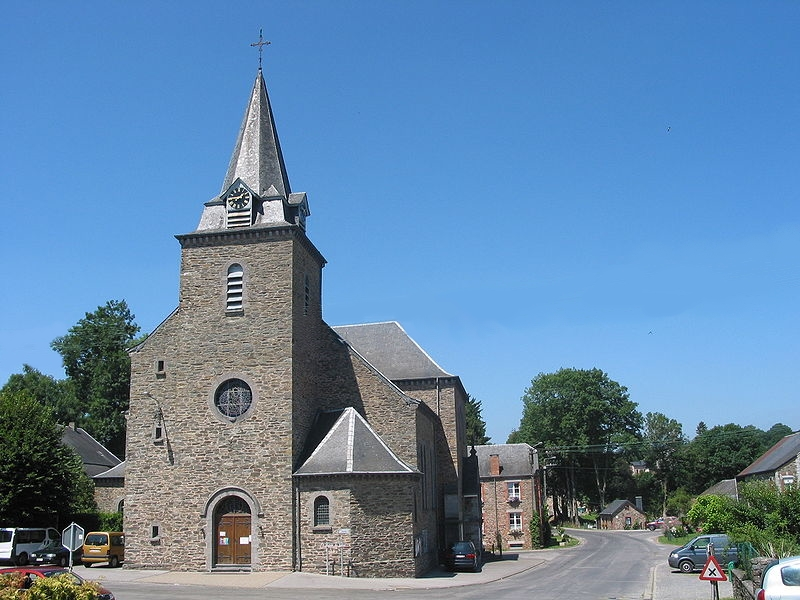
L'église Notre-Dame de l'Assomption (1815-1853), reconstruite en 1922-1925.
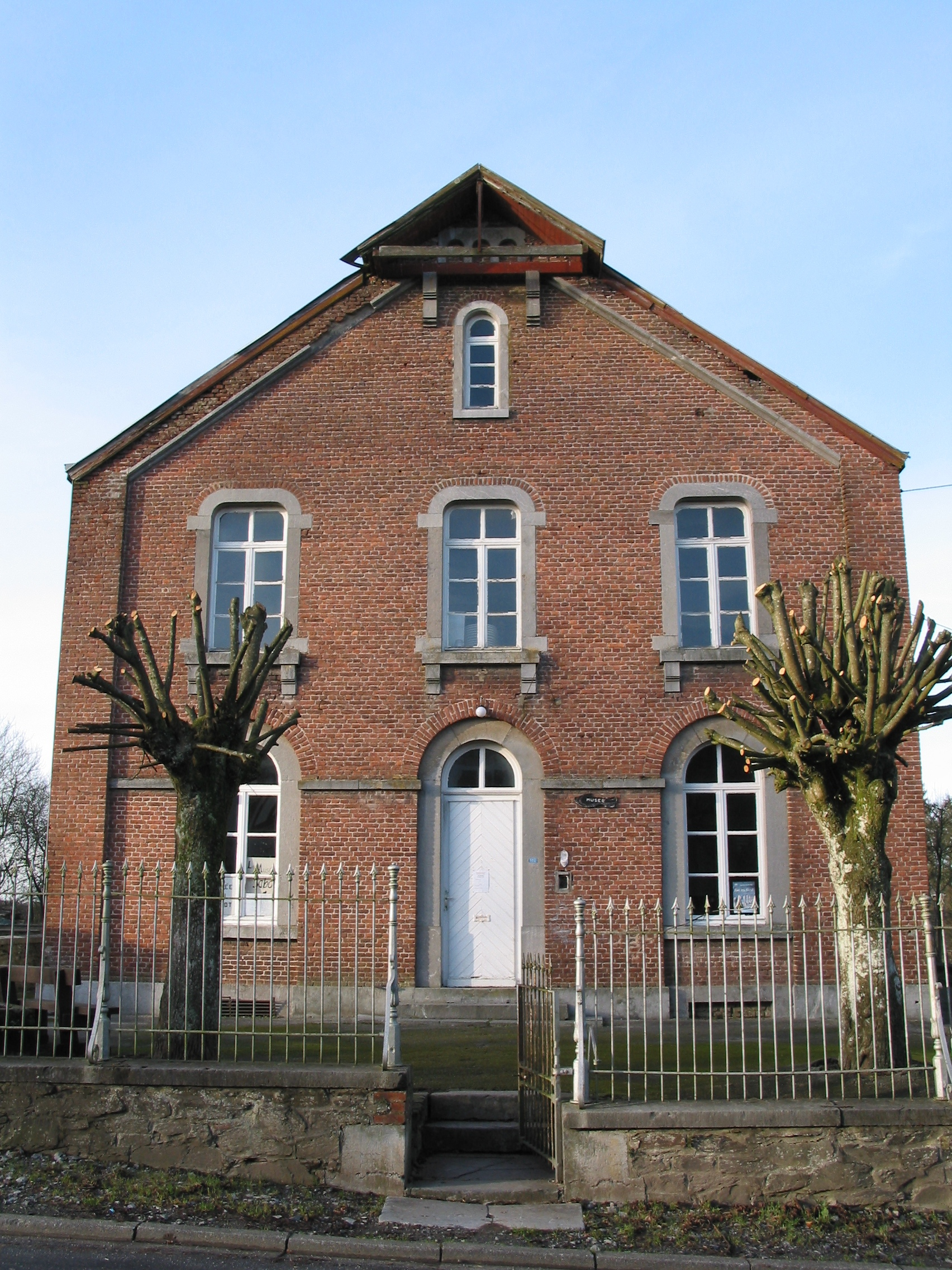
Le Musée du sabot (ancienne école communale).
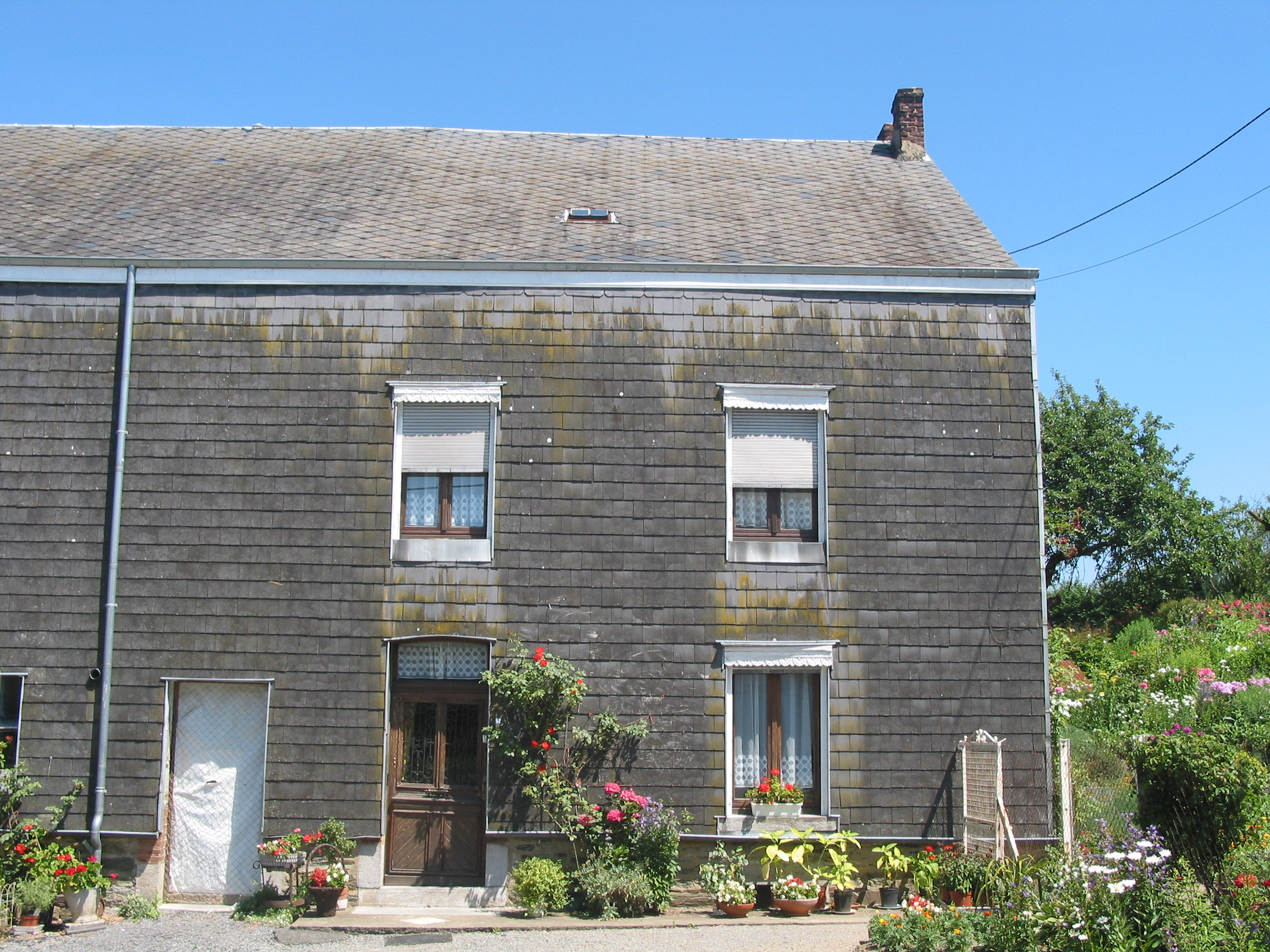
Maison typique recouverte d'ardoises.
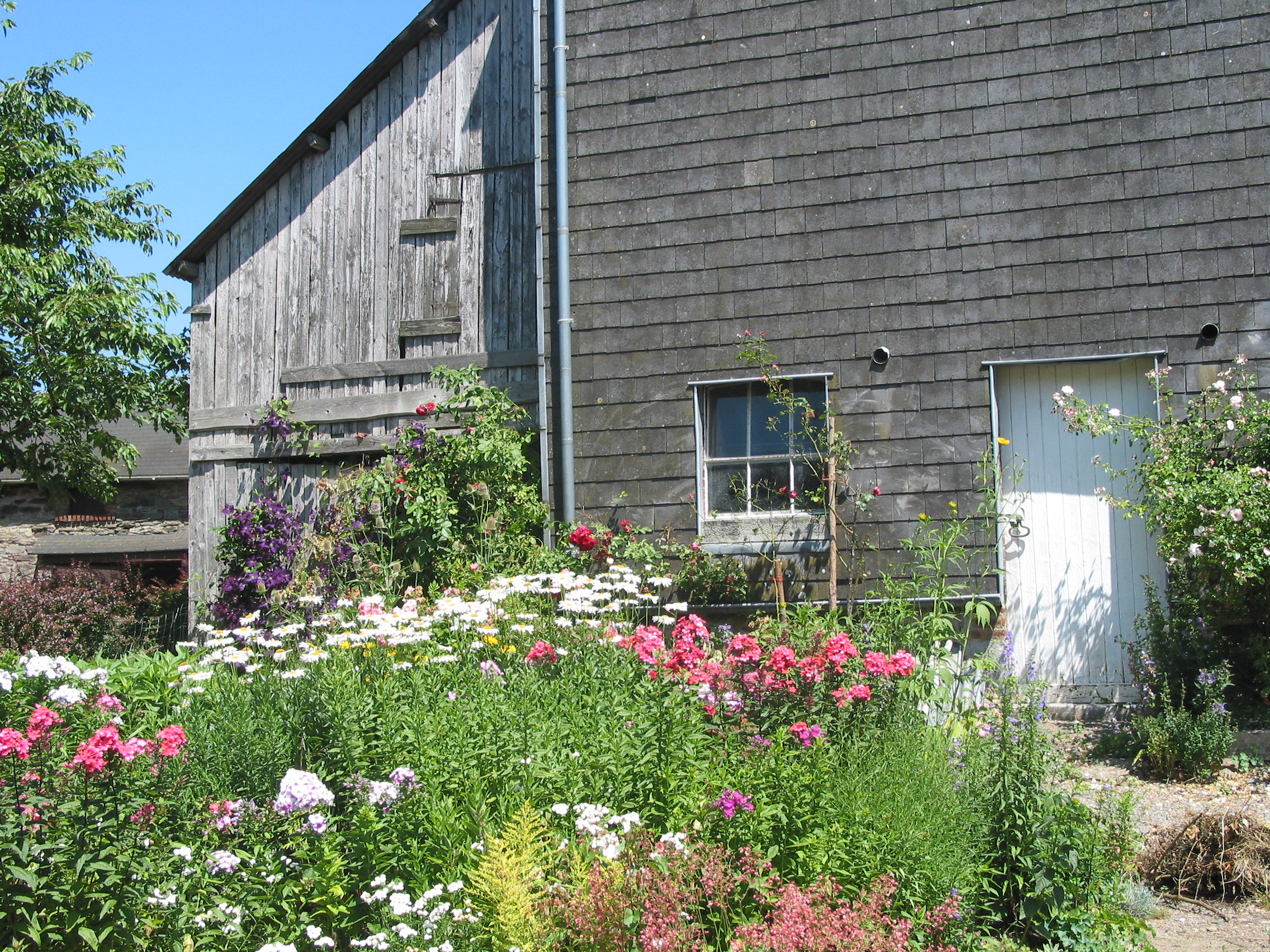
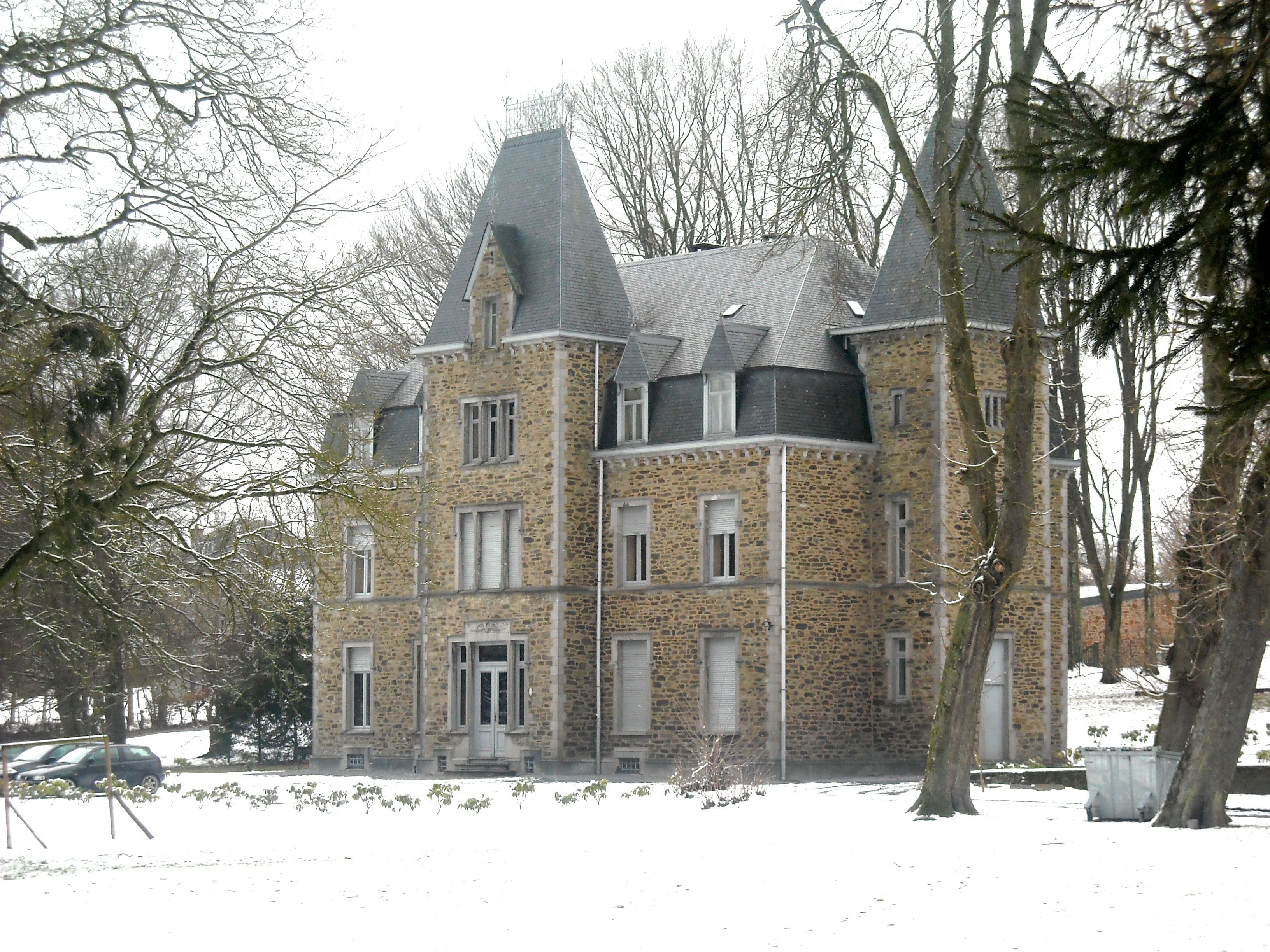
Le château de Porcheresse.
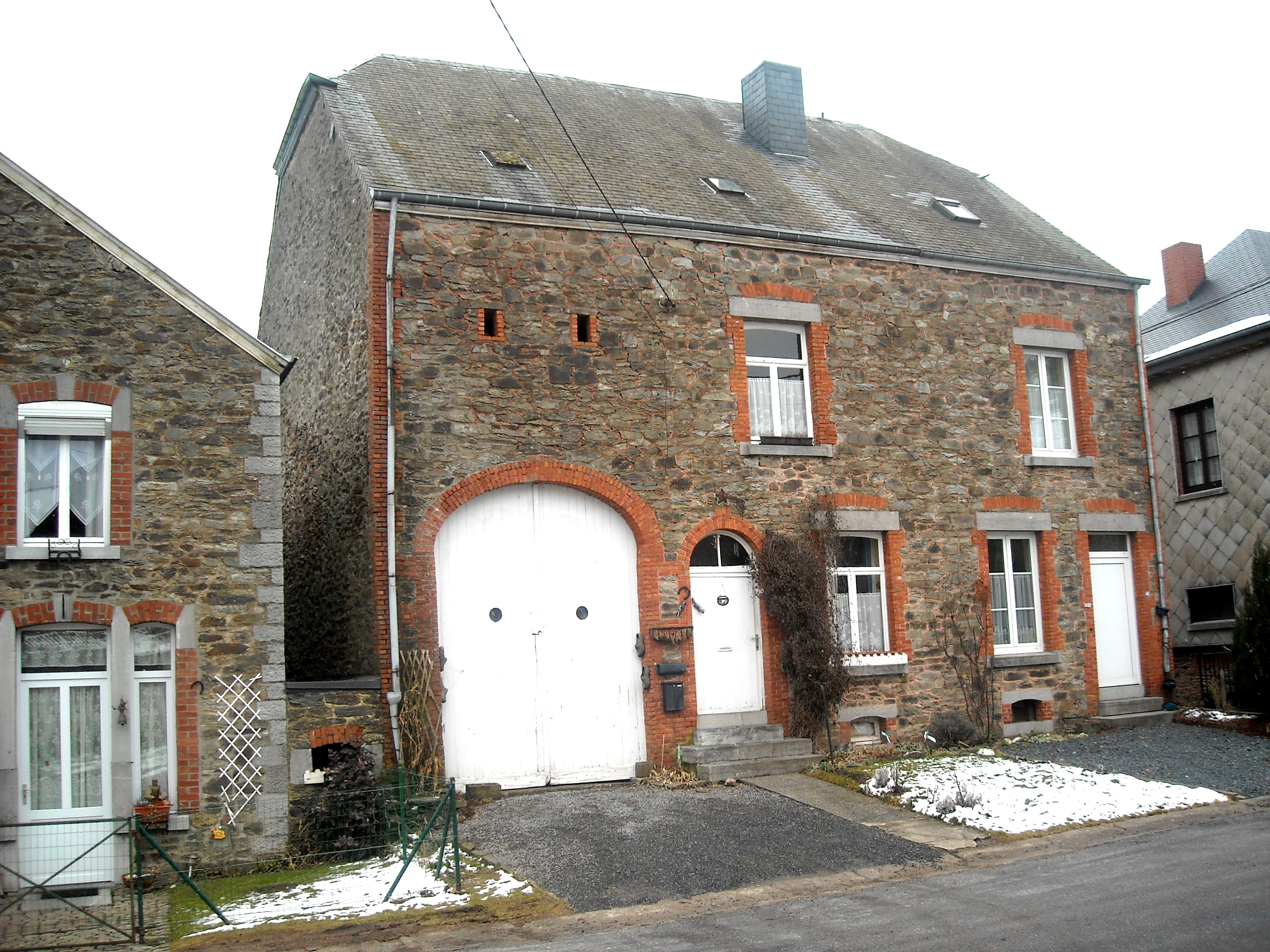
Maison typique : encadrements de briques et joints roses.
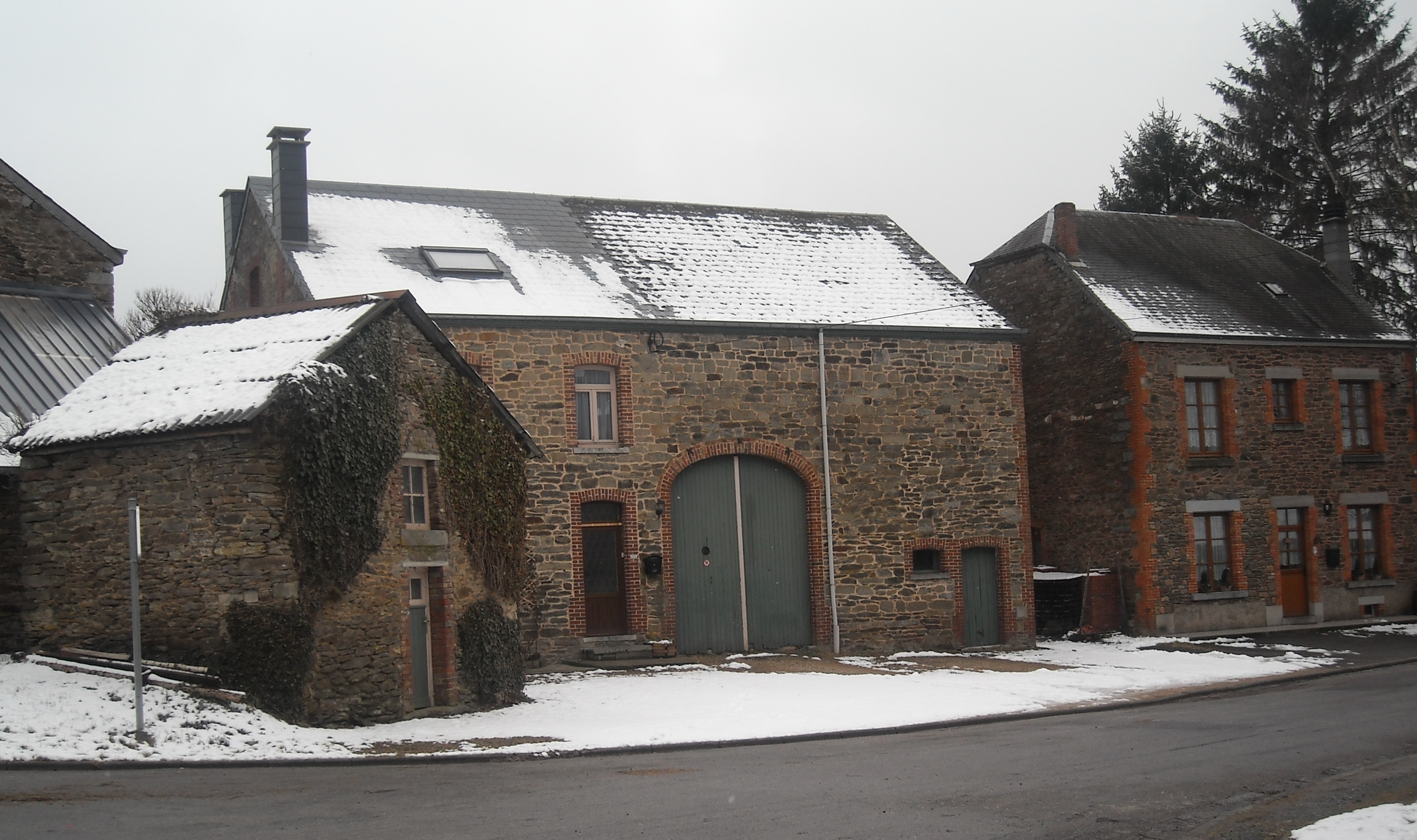
Maisons typiques.
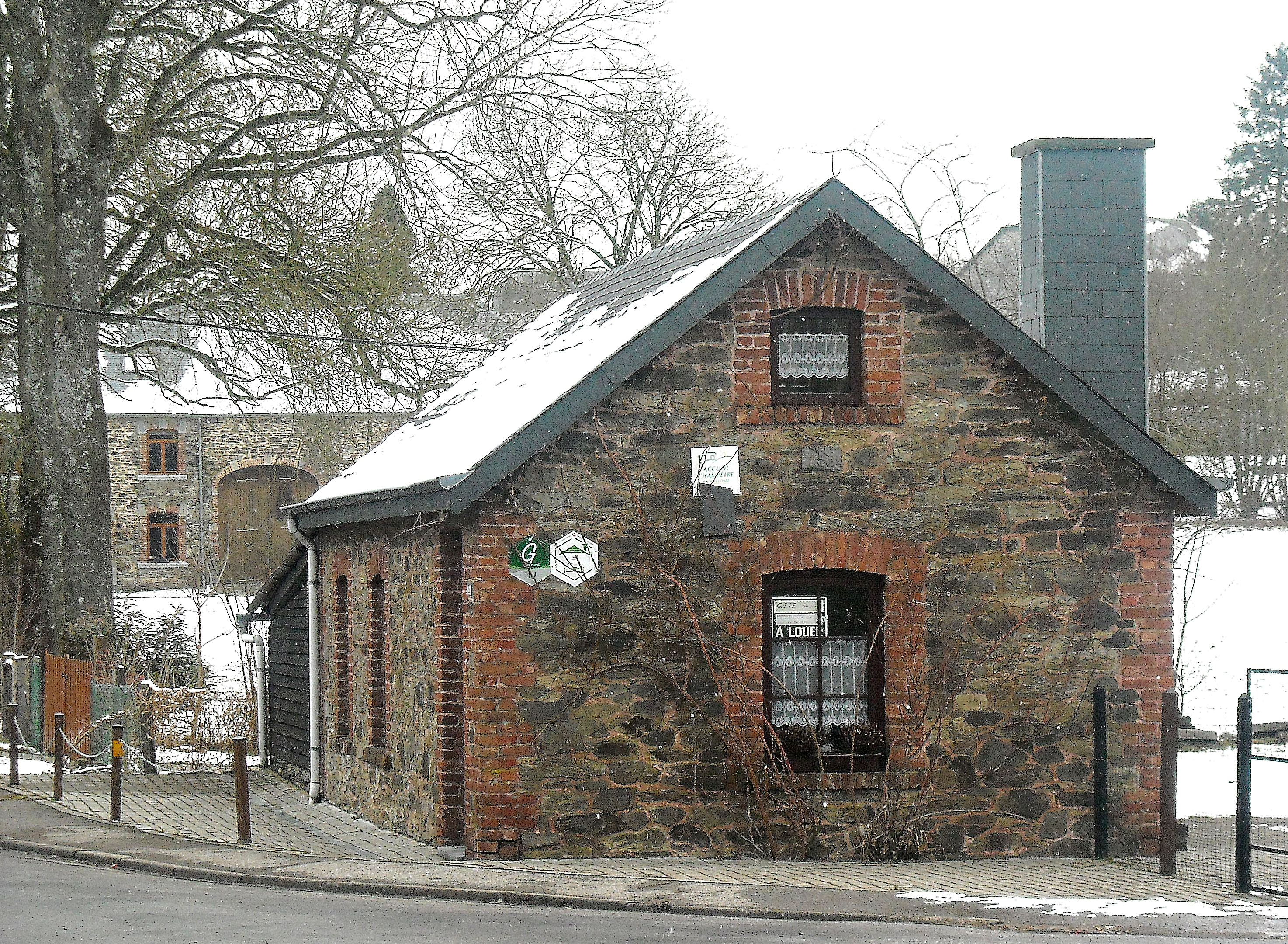
Maison "du comité".
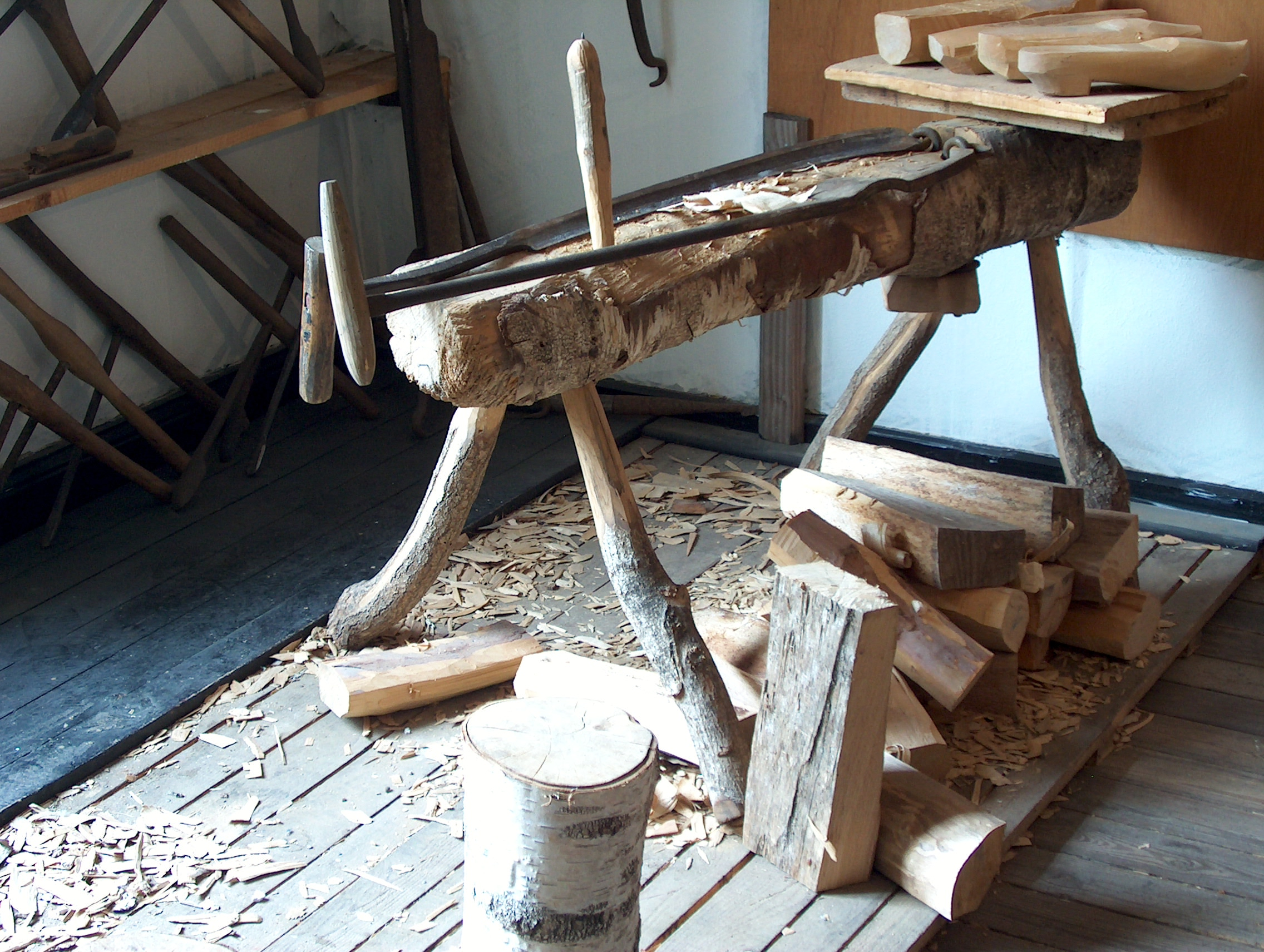
Musée du sabot.
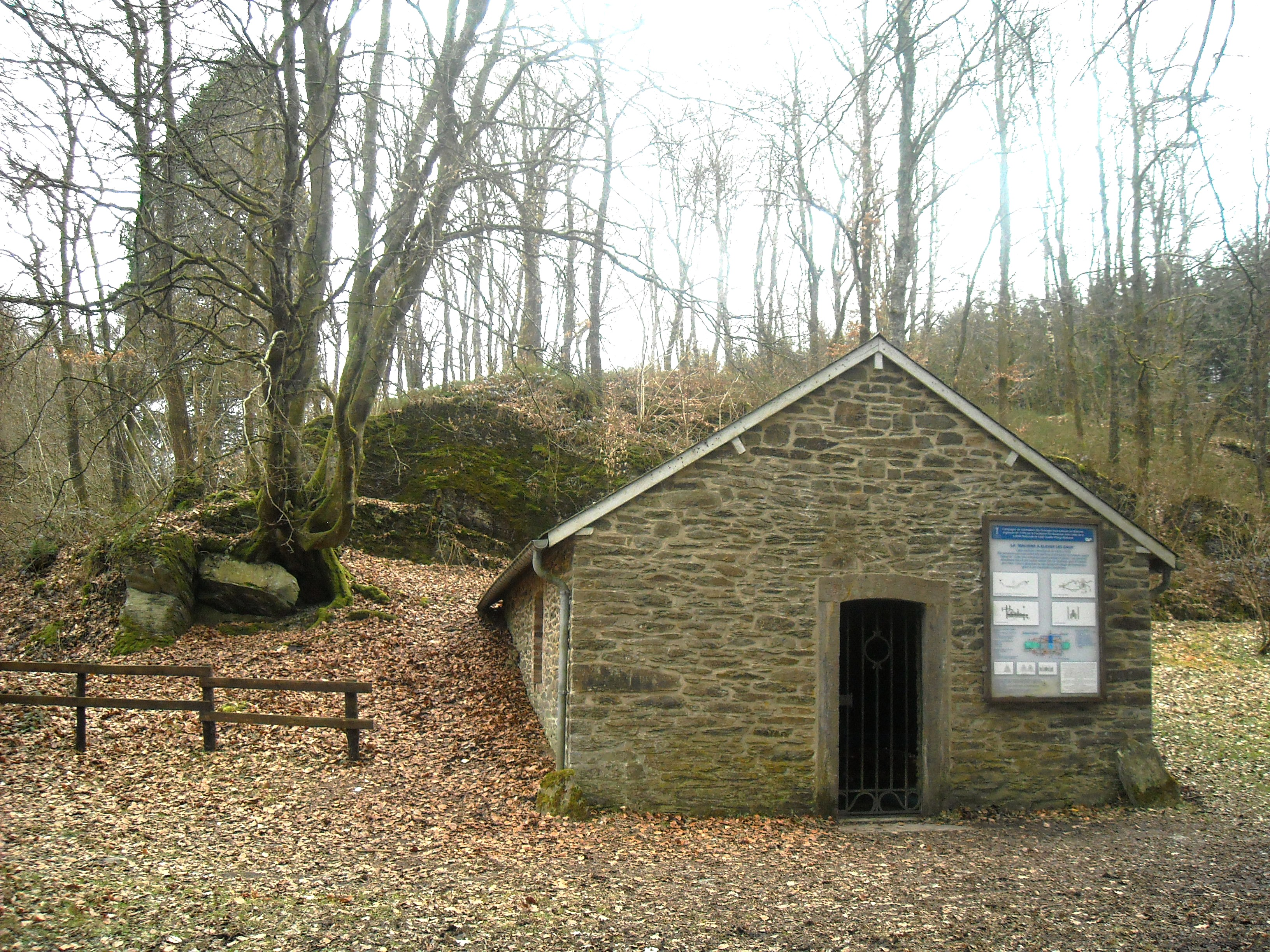
La machine à élever les eaux, ou "Pompe à eau".
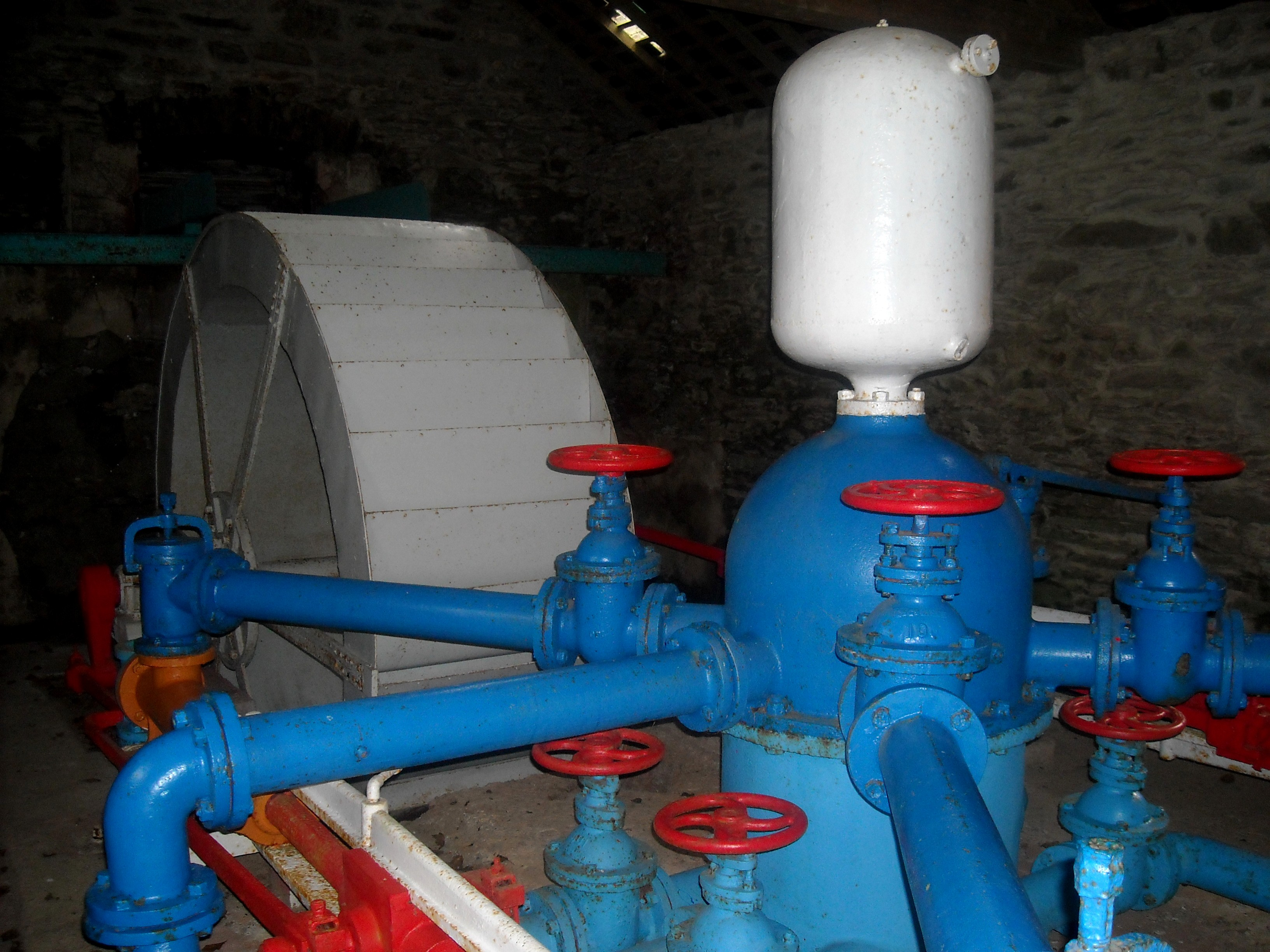
La "Pompe à eau".
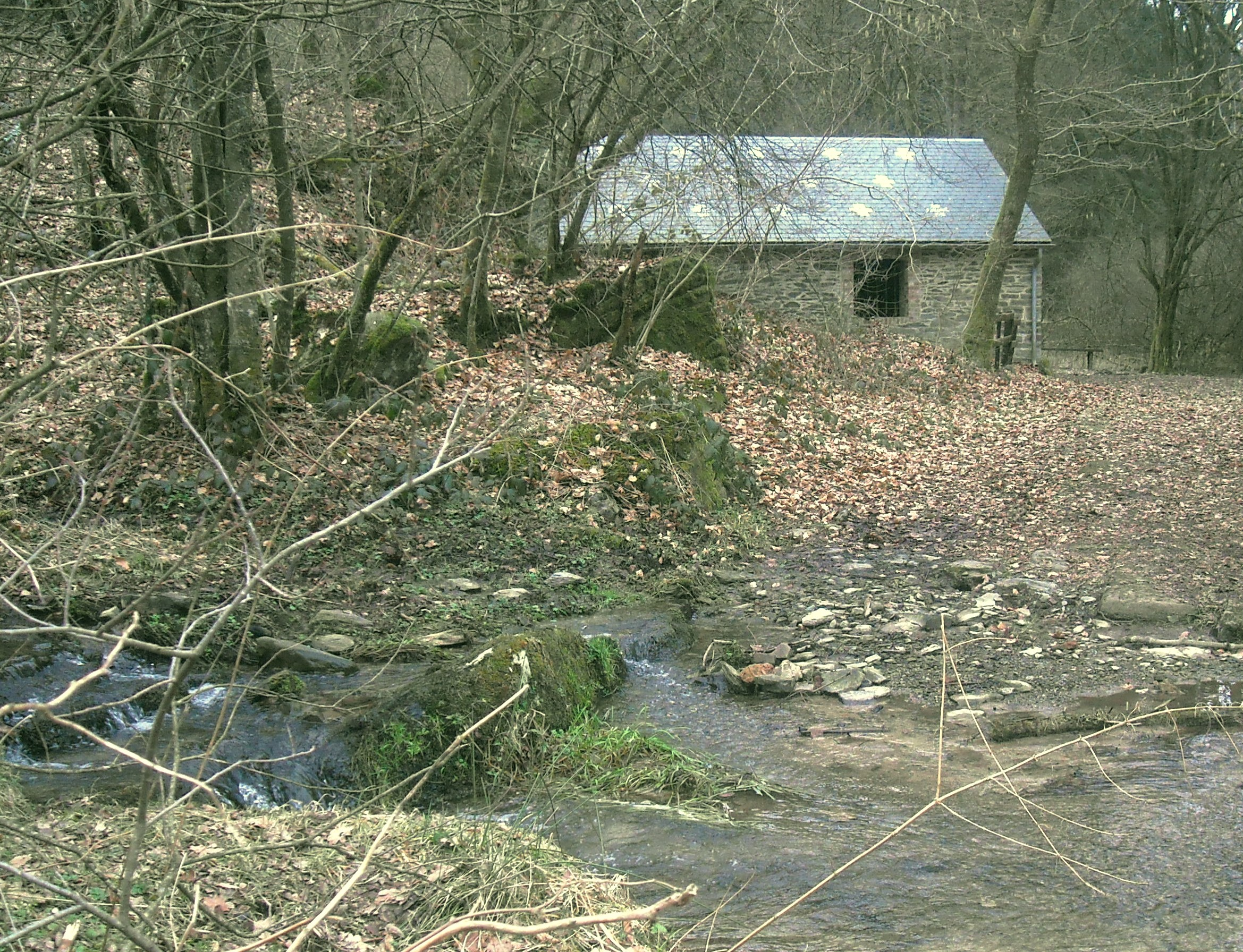
Promenade de la pompe à eau.